# Miss Universo Filipinas 2023
Miss Universo Filipinas 2023 fue la 4.ª edición de Miss Universo Filipinas. Se llevó a cabo el 13 de mayo de 2023 en el Mall of Asia Arena en Bay City, Pásay, Gran Manila, Filipinas.
Al final del evento, Silvia Celeste Cortesi de Pásay coronó a Michelle Dee de Macati, como su sucesora. Ella representará a Filipinas en Miss Universo 2023, que está programado para realizarse en El Salvador a fines de 2023.

## Antecedentes

### Locación y fecha
El 3 de marzo de 2023, la organización anunció que la coronación se llevaría a cabo el 13 de mayo de 2023 en el Mall of Asia Arena en Bay City, Pásay, Gran Manila, Filipinas.

### Selección de candidatas
El 7 de noviembre de 2022, la organización lanzó la búsqueda de la próxima filipina que representará a Filipinas en la competencia Miss Universo 2023. Las solicitudes en línea se establecieron inicialmente hasta el 29 de enero de 2023. Sin embargo, se movió dos veces: primero al 5 de febrero de 2023 y luego al 14 de febrero de 2023. Las solicitudes en el lugar se realizaron del 13 al 17 de febrero de 2023. La selección final y las 40 candidatas iniciales se nombraron posteriormente el 18 de febrero de 2023.
En septiembre de 2022, la organización Miss Universo anunció cambios en sus reglas, lo que permite que las mujeres se unan al certamen independientemente de su estado civil, a partir de 2023. El certamen nacional hizo lo mismo, abriendo sus solicitudes a ciudadanas filipinas de 18 a 27 años, independientemente del estado civil y la altura de la solicitante.

#### Retiros
Entre las 40 candidatas iniciales, una candidata se retiró antes de la competencia. Por problemas de salud, Miss Pangasinán, Evangeline Fuentes, se retiró de la competencia luego de ser anunciada como parte del Top 40. Ante esto, la organización anunció la inclusión de Miss Apayao, Kristeen Mae Boccang como una de las candidatas oficiales del Top 40 en reemplazo de Fuentes. Otra candidata, Miss Dávao del Norte, Dianne Refugio, se retiró de la competencia alegando motivos personales. Mientras tanto, Miss Mandaue, Breanna Marie Evans, fue descalificada o se vio obligada a retirarse de la competencia después de una conversación filtrada que mostraba comentarios maliciosos hacia Celeste Cortesi, la actual Miss Universo Filipinas.

## Resultados

### Resultados principales
- La candidata ganó en un concurso internacional.
- La candidata fue finalista en un concurso internacional.
- La candidata fue semifinalista o cuartofinalista en un concurso internacional.
- No clasificó

| Posiciones                        | Candidata | Posición internacional                  |
| --------------------------------- | --- | --------------------------------------- |
| Miss Universo Filipinas 2023      | - Macati - Michelle Dee | Top 10 - Miss Universo 2023             |
| Miss Supranacional Filipinas 2023 | - Bohol - Pauline Amelinckx ‡ | 1.ª finalista - Miss Supranacional 2023 |
| Miss Charm Filipinas 2024         | - Baguió - Krishnah Marie Gravidez | Por competir - Miss Charm 2024          |
| Primera finalista                 | - Zambales - Christine Juliane Opiaza |                                         |
| Segunda finalista                 | - Pampanga - Mary Angelique Manto ‡ |                                         |
| Top 18                            | - Agusan del Norte - Jannarie Zarzoso ‡ - Bacólod - Jan Marie Bordon - Bulacán - Princess Anne Marcos § - Cavite - Samantha Alexandra Panlilio - Dávao Oriental - Klyza Castro - Isabela - Kimberlyn Jane Acob - Mandalúyong - Iman Franchesca Cristal - Marinduque - Christine Salcedo - Parañaque - Clarielle Dacanay - Provincia de Cebú - Emmanuelle Fabienne Camcam - Sámar Oriental - Airissh Ramos - Sorsogón - Rein Hillary Carrascal - Tiaong - Christiana Afia Yeboah |                                         |

§ - Ganadora de Smilee Casting Fan Vote

‡ - Ganadoras de desafíos

### Premios especiales
Los siguientes premios fueron otorgados a las siguientes candidatas durante la noche de coronación:
| Premio                  | Candidata                             | Ref. |
| ----------------------- | ------------------------------------- | ---- |
| Mejor en Traje de Baño  | - Baguió - Krishnah Marie Gravidez    |      |
| Mejor en Traje de Noche | - Macati - Michelle Daniela Dee       |      |
| Miss Simpatía (Amistad) | - Cápiz - Shayne Glenmae Maquiran     |      |
| Miss Fotogénica         | - Agusan del Norte - Jannarie Zarzoso |      |

### Premios de patrocinadores
Los siguientes premios, de los patrocinadores del concurso, fueron otorgados a las siguientes candidatas durante la competencia preliminar:
| Premio                                   | Candidata                           | Ref.          |
| ---------------------------------------- | ----------------------------------- | ------------- |
| Miss Jojo Bragais                        | Bohol - Pauline Amelinckx           | [ 24 ] [ 25 ] |
| Miss Smilee Apparel                      | Bohol - Pauline Amelinckx           | [ 24 ] [ 25 ] |
| Miss Avana                               | Bohol - Pauline Amelinckx           | [ 24 ] [ 25 ] |
| Miss Soen                                | Bohol - Pauline Amelinckx           | [ 24 ] [ 25 ] |
| Miss Creamsilk Ultimate                  | Bohol - Pauline Amelinckx           | [ 24 ] [ 25 ] |
| Miss Hello Glow                          | Bohol - Pauline Amelinckx           | [ 24 ] [ 25 ] |
| Miss Kemans Body                         | Bohol - Pauline Amelinckx           | [ 24 ] [ 25 ] |
| Miss Enderun                             | Bohol - Pauline Amelinckx           | [ 24 ] [ 25 ] |
| Miss Origee Beauty Drink de Skin Magical | Bohol - Pauline Amelinckx           | [ 24 ] [ 25 ] |
| Miss Titan Universe                      | Bohol - Pauline Amelinckx           | [ 24 ] [ 25 ] |
| Miss Jewelmer                            | Pampanga - Mary Angelique Manto     | [ 24 ] [ 25 ] |
| Miss Cavaso                              | Pampanga - Mary Angelique Manto     | [ 24 ] [ 25 ] |
| Miss Okada                               | Pampanga - Mary Angelique Manto     | [ 24 ] [ 25 ] |
| Miss Avon                                | Pampanga - Mary Angelique Manto     | [ 24 ] [ 25 ] |
| Miss Aqua Boracay                        | Macati - Michelle Daniela Dee       | [ 24 ] [ 25 ] |
| Miss Pond's                              | Macati - Michelle Daniela Dee       | [ 24 ] [ 25 ] |
| Miss Zion Philippines                    | Macati - Michelle Daniela Dee       | [ 24 ] [ 25 ] |
| Miss Kingston International College      | Agusan del Norte - Jannarie Zarzoso | [ 24 ] [ 25 ] |

## Concurso

### Actividades previas al concurso
Antes de la noche de la coronación, las 38 candidatas participarán en varios desafíos para competir por un lugar en la final. Las ganadoras de cada desafío serán determinadas por votación pública y anunciadas durante la noche de coronación, asegurando su lugar en el Top 18. El período de votación para cada desafío durará seis días, comenzando con el desafío de sesión de fotos el 3 de abril de 2023, seguido del desafío de traje de baño el 10 de abril de 2023 y concluyendo con el desafío de pasarela Jojo Bragais el 24 de abril de 2023, que se ajustó luego de la extensión del período de votación del desafío anterior. El 7 de mayo, se agregó y reveló el desafío de casting, donde la ganadora tiene garantizado un lugar como cuartofinalista.

#### Resultados
| Desafíos                   | Resultados | Resultados | Ref.          |
| -------------------------- | ---------- | --- | ------------- |
| Desafío de sesión de fotos | Ganadora   | - Agusan del Norte - Jannarie Zarzoso |               |
| Desafío de sesión de fotos | Top 5      | - Bulacán - Princess Anne Marcos - Sámar Oriental - Airissh Ramos - Pampanga - Mary Angelique Manto - Provincia de Quezon - Lesly Joy Sim  | [ 30 ] [ 31 ] |
| Desafío de traje de baño   | Ganadora   | - Bohol - Pauline Amelinckx | [ 32 ]        |
| Desafío de traje de baño   | Top 5      | - Agusan del Norte - Jannarie Zarzoso - Bulacán - Princess Anne Marcos - Cápiz - Shayne Glenmae Maquiran - Pampanga - Mary Angelique Manto | [ 32 ]        |
| Desafío de pasarela        | Ganadora   | - Pampanga - Mary Angelique Manto | [ 33 ]        |
| Desafío de pasarela        | Top 5      | - Agusan del Norte - Jannarie Zarzoso - Bohol - Pauline Amelinckx - Bulacán - Princess Anne Marcos - Macati - Michelle Daniela Dee         | [ 33 ]        |

### Competencia en trajes nacionales
El 3 de mayo de 2023, la organización anunció que el 4 de mayo se realizaría el concurso de trajes nacionales en la Universidad Normal de Leyte. Según la organización, en el concurso de trajes nacionales de esta edición, el tema es Ani (Cosecha), que rinde homenaje a la rica historia y tradiciones de las comunidades agrícolas filipinas. Como se anunció, este evento sería organizado por Miss Universo Filipinas 2019 Gazini Ganados y el actor Marco Gumabao. Al final del evento, el Top 3 para el premio «Tingog ng Filipina» y Mejores en Traje Nacional se anunció de la siguiente manera:
| Mejor en Traje Nacional | Mejor en Traje Nacional             | Ref.   |
| ----------------------- | ----------------------------------- | ------ |
| Ganadora                | - Sámar Oriental - Airissh Ramos    | [ 35 ] |
| Segundo lugar           | - Benguet - Joemay-an Leo           | [ 35 ] |
| Tercer lugar            | - Leyte del Sur - Kimberly Escartin | [ 35 ] |

| Tingog ng Filipina | Tingog ng Filipina                    | Ref.   |
| ------------------ | ------------------------------------- | ------ |
| Luzon              | - Baguió - Krishnah Marie Gravidez    | [ 36 ] |
| Visayas            | - Sámar Oriental - Airissh Ramos      | [ 36 ] |
| Mindanao           | - Agusan del Norte - Jannarie Zarzoso | [ 36 ] |

### Competencia preliminar
La competencia preliminar de traje de baño y traje de noche se llevó a cabo en el gran salón de baile de Okada Manila en Parañaque, Gran Manila, Filipinas, el 10 de mayo de 2023. El evento fue conducido por la finalista de Miss Mundo Filipinas 2022, Erika Kristensen y el cantautor Jasper Tiongson.

### Programa final
El 3 de marzo de 2023, la organización confirmó que la noche de coronación se llevaría a cabo el 13 de mayo de 2023 en el Mall of Asia Arena en Bay City, Pásay, Gran Manila, Filipinas.
Más tarde, el 24 de marzo de 2023, la organización anunció que el cantante, compositor y actor surcoreano Nam Woo-hyun, miembro de Infinite, actuaría en la noche de coronación. El 11 de abril de 2023, la organización anunció que la cantante filipino-estadounidense Jessica Sanchez también actuaría en la noche de coronación.
Durante la presentación de prensa realizada el 11 de abril de 2023, la organización reveló que Xian Lim y Alden Richards serían los anfitriones de la noche de coronación. El presentador de radio y televisión Tim Yap y The Miss Globe 2021 Maureen Montagne fueron los presentadores detrás de bambalinas, mientras que Miss Universo 2019 Zozibini Tunzi apareció como presentadora invitada.

## Candidatas
38 candidatas compitieron por el título.
| Ciudad/Provincia    | Candidata                   | Edad | Posición alcanzada |
| ------------------- | --------------------------- | ---- | ------------------ |
| Aclán               | Avery Mariane Sucgang       | 21   |                    |
| Agusan del Norte    | Jannarie Zarzoso            | 24   |                    |
| Apayao              | Kristeen Mae Boccang        | 23   |                    |
| Bacólod             | Jan Mari Bordon             | 22   |                    |
| Bacoor              | Alexandria Bollier          | 25   |                    |
| Baguió              | Krishnah Marie Gravidez     | 22   |                    |
| Batangas            | Karen Joyce Olfato          | 25   |                    |
| Benguet             | Joemay-an Leo               | 27   |                    |
| Bohol               | Pauline Amelinckx           | 27   |                    |
| Bulacán             | Princess Anne Marcos        | 24   |                    |
| Cápiz               | Shayne Glenmae Maquiran     | 25   |                    |
| Cavite              | Samantha Alexandra Panlilio | 27   |                    |
| Cebú                | Emmanuelle Fabienne Camcam  | 28   |                    |
| Ciudad Cebú         | Dianne Padillo              | 27   |                    |
| Ciudad Quezon       | Mary Eileen Gonzales        | 27   |                    |
| Dávao Oriental      | Klyza Ferrando Castro       | 23   |                    |
| Guimarás            | Vanessa Tse Wing            | 26   |                    |
| Iloílo              | Chloei Darl Gabales         | 21   |                    |
| Isabela             | Kimberlyn Jane Acob         | 24   |                    |
| Lapulapu            | Clare Inso                  | 24   |                    |
| Leyte del Sur       | Kimberly Escartin           | 25   |                    |
| Macati              | Michelle Daniela Dee        | 28   |                    |
| Mandalúyong         | Iman Franchesca Cristal     | 24   |                    |
| Marinduque          | Christine Joyce Salcedo     | 24   |                    |
| Negros Oriental     | Vanessa Maria Matzeit       | 25   |                    |
| Mindoro Occidental  | Laicka Implamado            | 26   |                    |
| Palawan             | Louise Joy Gallardo         | 21   |                    |
| Pampanga            | Mary Angelique Manto        | 26   |                    |
| Parañaque           | Clariele Dacanay            | 25   |                    |
| Pásig               | Kali Navea-Huff             | 27   |                    |
| Provincia de Quezon | Lesly Joy Sim               | 26   |                    |
| Sámar del Norte     | Layla Adriatico             | 26   |                    |
| Sámar Oriental      | Airissh Ramos               | 26   |                    |
| Sorsogón            | Rein Hillary Carrascal      | 25   |                    |
| Surigao del Norte   | Hyra Desiree Betito         | 26   |                    |
| Taguig              | Nikki Justine Breedveld     | 26   |                    |
| Tiaong, Quezon      | Christiana Afia Yeboah      | 25   |                    |
| Zambales            | Christine Juliane Opiaza    | 24   |                    |